# Walter Heitler

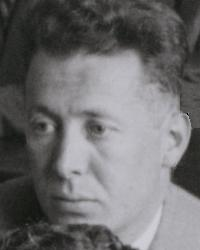
Walter Heitler, 1937

Walter Heinrich Heitler (ur. 2 stycznia 1904 w Karlsruhe, zm. 15 listopada 1981 w Zurychu) – niemiecki fizyk i chemik. Zajmował się fizyką kwantową i jej zastosowaniem do fizyki molekularnej; w 1927 roku wraz z Fritzem Londonem wyjaśnił wiązanie homopolarne w cząsteczce wodoru, co uchodzi za jego największe osiągnięcie.